# Laophonte brevirostris
Laophonte brevirostris är en kräftdjursart som beskrevs av Walter Klie 1941. Laophonte brevirostris ingår i släktet Laophonte och familjen Laophontidae. Inga underarter finns listade i Catalogue of Life.